# Greg Shapiro
Gregory Brian Shapiro (* 16. Dezember 1972 in Los Angeles) ist ein US-amerikanischer Filmproduzent und wurde 2010 für das Kriegsdrama Tödliches Kommando – The Hurt Locker mit dem Oscar für den Besten Film ausgezeichnet.

## Leben
Während seines dritten Studienjahres an der UCLA entschied sich Greg Shapiro, das College zu verlassen. Er wurde der persönliche Assistent des Schauspielers Nick Nolte und erhielt über ihn die Möglichkeit, zwei seiner Filme, nämlich Simpatico und Investigating Sex, produzieren zu können. Seitdem konnte er Filme wie Die Regeln des Spiels, Harold & Kumar und Die Lincoln Verschwörung produzieren und erhielt für das Kriegsdrama Tödliches Kommando – The Hurt Locker den Oscar für den Besten Film.
Nachdem sich die Schauspielerin Robin Wright von ihrem Ehemann Sean Penn scheiden ließ, war sie über ein Jahr lang mit Greg Shapiro liiert.

## Filmografie (Auswahl)
- 1999: Simpatico
- 2001: Investigating Sex
- 2002: Die Regeln des Spiels (The Rules of Attraction)
- 2004: Harold & Kumar (Harold & Kumar Go to White Castle)
- 2005: Neverwas
- 2007: Rise: Blood Hunter (Rise)
- 2008: Harold & Kumar 2 – Flucht aus Guantanamo (Harold & Kumar Escape from Guantanamo Bay)
- 2008: Tödliches Kommando – The Hurt Locker (The Hurt Locker)
- 2010: Die Lincoln Verschwörung (The Conspirator)
- 2011: Harold & Kumar – Alle Jahre wieder (A Very Harold & Kumar 3D Christmas)
- 2011: Detachment
- 2013: The Immigrant
- 2015: Kind 44 (Child 44)
- 2017: Weightless
- 2018: The Professor (Richard Says Goodbye)
- 2019: Im Netz der Versuchung (Serenity)
- 2020: The Secrets We Keep – Schatten der Vergangenheit (The Secrets We Keep)
- 2021: Voyagers
- 2022: Metal Lords

## Auszeichnungen
Oscar
- 2010: Auszeichnung für den Besten Film mit Tödliches Kommando – The Hurt Locker